# اختلال سوگ طولانی مدت
اختلال سوگ طولانی مدت (به انگلیسی: Prolonged grief disorder) (و یا به اختصار PGD) که با نام های سوگ پیچیده و سوگ آسیب‌زا و یا سوگ مداوم نیز شناخته می‌شود یک اختلال روانی است که شامل مجموعه‌ای متمایز از علائم پس از مرگ یکی از اعضای خانواده یا دوست نزدیک می‌شود. ختلال سوگ طولانی‌مدت در راهنمای تشخیصی و آماری اختلال‌های روانی، ویرایش پنجم به عنوان یک اختلال مرتبط با تروما و عوامل استرس‌زا طبقه‌بندی می‌شود.
افراد مبتلا به PGD درگیر سوگ و احساس فقدان تا حد پریشانی و اختلال بالینی قابل توجه هستند که می‌تواند در علائم مختلفی از جمله افسردگی، درد عاطفی، بی‌حسی عاطفی، تنهایی، اختلال هویت و مشکل در مدیریت روابط بین فردی بروز کند.
دشواری در پذیرش فقدان نیز رایج است که می‌تواند به صورت نشخوار فکری در مورد مرگ، تمایل شدید به دیدار مجدد با فرد از دست رفته یا باور نکردن وقوع مرگ بروز کند. تخمین زده می‌شود که حدود ۱۰ درصد از بازماندگان سوگوار اختلال سوگ طولانی مدت را تجربه می‌کنند.
رابطه فرد با متوفی، عامل اصلی میزان زیادی از واریانس علائم است. همسران، والدین و فرزندان متوفی معمولاً بیشترین شدت را نشان می‌دهند و پس از آنها خواهر و برادرها، خانواده همسر و دوستان قرار دارند.

## علائم و نشانه‌ها
- افکار خودکشی و اقدام به آن افزایش می یابد.[۷][۸]
- اختلال کارکردی[۹][۱۰]
- رفتار های نامطلوب بهداشتی

PGD همچنین یک عامل خطر برای انواع علائم جسمی است که احتمالاً شامل موارد زیر می‌شود:
- سرطان[۱۰]
- نارسایی قلب[۱۰]
- فشار خون بالا[۱۰]
- اختلال عملکرد سیستم ایمنی
- کاهش کیفیت زندگی در کودکان و بزرگسالان[۱۱][۱۲]

## تشخیص

### DSM-5-TR
برای تشخیص علائم باید به طور مکرر (معمولاً حداقل روزانه) رخ دهند و حداقل ۶ تا ۱۲ ماه وجود داشته باشند:
A. فرد یکی از عزیزان خود را از دست داده است و حداقل ۱۲ ماه از مرگ آن عزیز می گذرد (در کودکان و نوجوانان حداقل ۶ ماه از مرگ آن عزیز گذشته)
B. از زمان مرگ آن عزیز یک ماتم و عزای دائمی در فرد به وجود آمده است که یکی از نشانه های زیر یا هر دوی آنها مشخصه اصلی آن هستند و در اکثر روزها در سطحی که از نظر بالینی معنی دار است حضور داشته اند. علاوه بر آن، نشانه ها تقریبا هر روز در حداقل ۱ ماه گذشته حضور داشته اند:
1. فرد به شدت دلش برای فرد متوفی تنگ شده است و آرزوی دیدار او را دارد.
2. افکار یا خاطرات از دست رفته ذهن فرد را مشغول کرده‌اند(در مورد کودکان و نوجوانان، آنها ممکن است به طور دائم راجع به شرایط یا ماجرا های مربوط با آن مرگ فکر کنند)

C. از زمان مرگ آن عزیز، حداقل سه نشونه از نشونه های زیر در اکثر روز ها و در سطحی از لحاظ بالینی معنادار حضور داشته اند. علاوه بر آن، نشانه ها تقریبا هروز به مدت حداقل ۱ ماه گذشته روی داده اند:
1. از زمان وفات آن عزیز از دست رفته احساس هویت فرد مختل شده است(مثلا احساس می‌کند بخشی از وجودش مرده)
2. فرد مرگ آن عزیز را اصلا باور نمی‌کند.
3. فرد از رویداد هایی که اورا به یا آن عزیز از دست رفته می اندازد اجتناب می‌کند (در کودکان و نوجوانان آنها ممکن است برای اجتناب از یا آورنده ها تلاش کنند)
4. فرد یک درد هیجانی قوی را در ارتباط با آن مرگ تجربه می کند (مثلا: خشم، تلخ کامی، تأسف)
5. بعد از مرگ آن عزیز، فرد در منسجم کردن روابط میان فردی و فعالیت های خود مشکل دارد (مثلا: با دوست کمتر معاشرت می کند، به دنبال علائقش نمی رود، یا برای آینده برنامه ریزی نمی کنند)
6. در نتیجه مرگ آن عزیز، فرد دچار بی حسی یا کرختی هیجانی هیجانی می‌شود (فرد نه از چیزی نه از چیزی خوشحال می شود نه از چیزی ناراحت)
7. در نتیجه مرگ آن عزیز فرد احساس می کند زندگی معنای خود را از دست داده است.
8. در نتیجه مرگ آن عزیز فرد به شدت احساس تنهایی می کند.

D. علائم اختلال سوگ طولانی مدت باید منجر به ناراحتی یا افت عملکرد قابل توجه در عملکرد اجتماعی، بین فردی، شغلی یا سایر زمینه های مهم در فرد سوگوار شود.
E. مدت و شدت واکنش سوگواری به وضوح از آنچه از هنجار های اجتماعی، فرهنگی یا مذهبی برای فرهنگ یا موقعیتی که فرد در آن زندگی می کند انتظار می رود فراتر است.
F. نشانه ها توسط یک اختلال روانی دیگر مثل اختلال افسردگی اساسی، اختلال استرس پس از سانحه بهتر توضیح داده نمی شود و قابل انتساب به آثار فیزیولوژیک یک ماده (مثلا: دارو پزشکی و الکل) یا یک عارضه پزشکی دیگر نیستند.

### ICD-11
اختلال سوگ طولانی‌مدت در آی‌سی‌دی-۱۱ زمانی تشخیص داده می‌شود که فرد پس از مرگ یکی از نزدیکان، سوگ مداوم و شدیدی را تجربه کند. علائم اصلی شامل اشتیاق یا اشتغال ذهنی شدید به متوفی، همراه با درد عاطفی مانند غم، گناه، خشم یا بی‌حسی است. سوگ باید طولانی‌تر از حد انتظار فرهنگی باشد و باعث اختلال قابل توجهی در زندگی روزمره شود. علائم دیگر شامل دشواری در کنار آمدن با فقدان متوفی، مشکلات یادآوری خاطرات مثبت، گوشه‌گیری اجتماعی و افزایش مصرف مواد یا افکار خودکشی است.

### ابزارهای ارزیابی
ابزارهای ارزیابی متعددی به طور خاص برای سوگ مربوط به سوگ ایجاد شده‌اند. پرسشنامه مختصر سوگ، پرسشنامه ۱۳ سوالی سوگ طولانی-13-R و پرسشنامه ۱۹ سوالی سوگ طولانی، ابزارهای غربالگری هستند که ممکن است وجود اختلال سوگ طولانی را نشان دهند، و برای تشخیص قطعی، مصاحبه بیشتر و فهرست سوابق سوگ لازم است. پرسشنامه سوگ پیچیده (که در سال ۱۹۹۵ تهیه شد) برای ارزیابی علائم سوگ اعتبارسنجی شده است.

## علل
- مرگ به دلیل روشی خشونت‌آمیز، مانند قتل یا خودکشی، رخ داده باشد.[۱۵]
- مرگ در بیمارستان رخ داده‌ باشد.
- سقط جنین[۱۶]
- عدم آمادگی شخصی برای سطح بالای غم و اندوه ناشی از مرگ عزیز از دست رفته.[۱۷][۱۸][۱]
- اختلال اضطراب جدایی در دوران کودکی[۱۹]
- داشتن والدین کنترل گر[۲۰]
- خویشاوندی نزدیک با متوفی[۲۱]
- سبک‌های دلبستگی نا ایمن[۲۲][۲۳]
- وابستگی عاطفی[۲۴]
- نزدیکی عاطفی به متوفی قبل از مرگ[۲۵]